# ريغي هوارد
ريغي هوارد (بالإنجليزية: Reggie Howard)‏ هو لاعب كرة قدم أمريكية أمريكي، ولد في 17 مايو 1977 في تشارلوت في الولايات المتحدة.

## وصلات خارجية
- ريغي هوارد على موقع مرجع كرة القدم المحترفة.كوم (الإنجليزية)